# Tepuianthus
Tepuianthus es un género botánico con seis especies de plantas de flores perteneciente a la familia Thymelaeaceae

## Especies seleccionadas
- Tepuianthus aracensis
- Tepuianthus auyantepuiensis
- Tepuianthus colombianus